# Mölkau
Mölkau ist ein Stadtteil und zugleich Ortsteil im Stadtbezirk Ost von Leipzig.

## Lage

Mölkau auf einer Karte von 1891

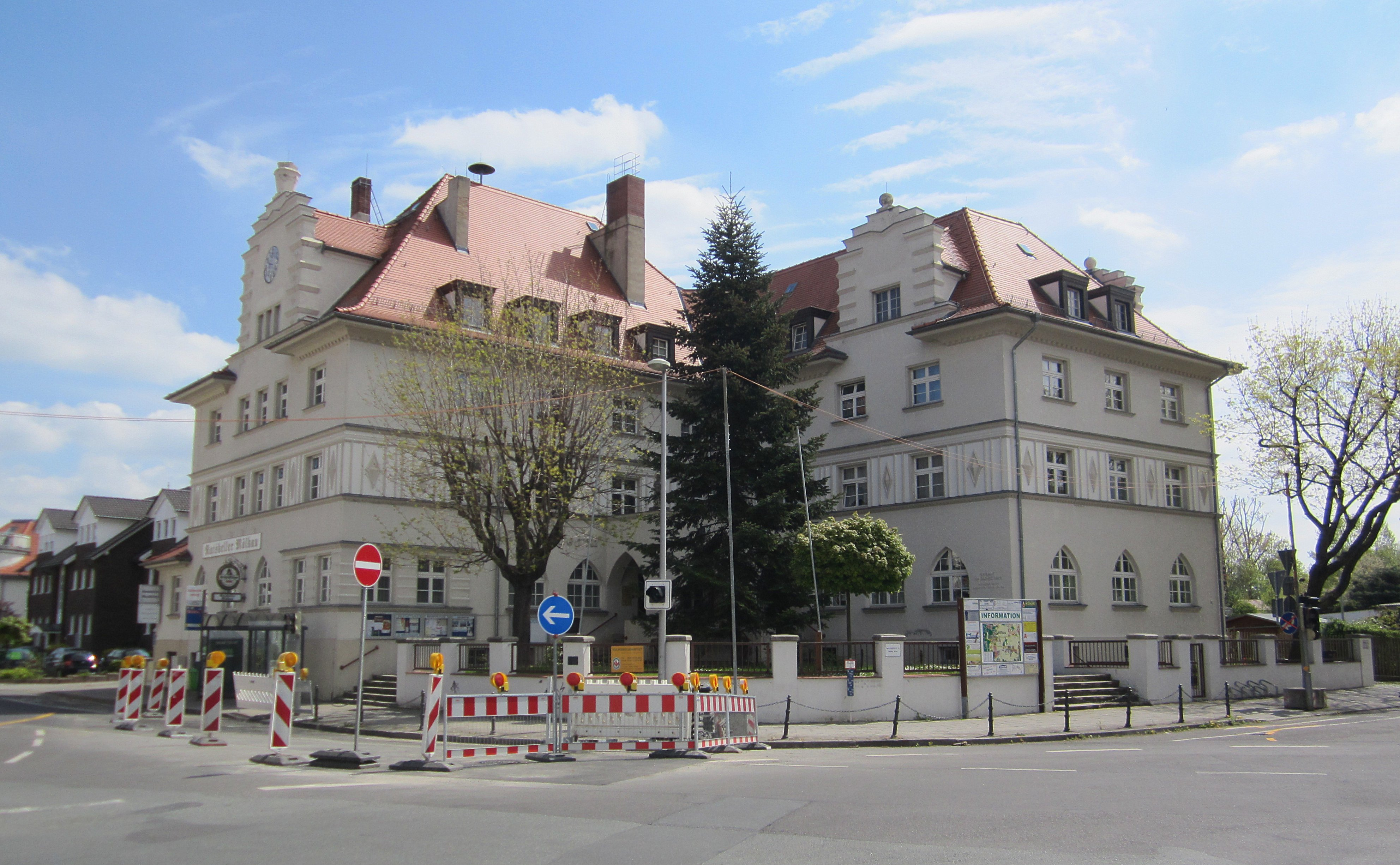
Rathaus Mölkau

Mölkau grenzt im Westen an den Ortsteil Anger-Crottendorf, im Nordwesten an Sellerhausen-Stünz, im Norden an Paunsdorf und Engelsdorf, im Osten an Baalsdorf und im Süden an Holzhausen und Stötteritz.
An dem kleinen Wasserlauf der Östlichen Rietzschke gelegen, erhält Mölkau seine landschaftliche Prägung von der im Osten Leipzigs typischen flachwelligen Ebene, die sich zwischen Parthe und Pleiße bis hin zu den Brandis-Naunhofer Wäldern erstreckt.

## Geschichte

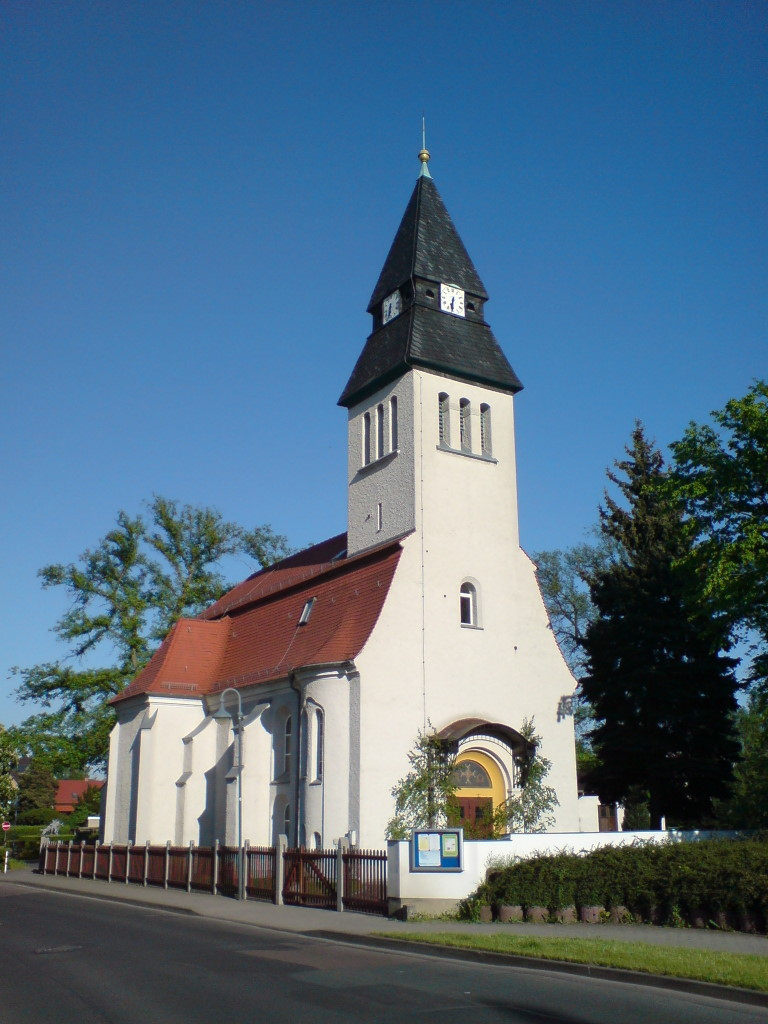
Kirche Zweinaundorf (2008)

Das Dorf Mölkau wurde erstmals 1324 als Mylkowe urkundlich erwähnt. Das Gut war ein Sitz derer von Milkau, die dem Ort ihren Namen gaben. Der Name ist letztlich slawischen Ursprungs und stammt vom Personennamen Milk, einer Kurzform von mit mil- (lieb) gebildeten Namen, z. B. Miloslav.
Während der Völkerschlacht bei Leipzig 1813 wurden das Herrenhaus und der Gutspark stark zerstört. Eine Gedenktafel im Park sowie der Apelstein Nr. 39 auf dem historischen Bergfriedhof erinnern an die Schlacht. Mölkau lag bis 1856 im kursächsischen bzw. königlich-sächsischen Kreisamt Leipzig. Ab 1856 gehörte der Ort zum Gerichtsamt Leipzig I und ab 1875 zur Amtshauptmannschaft Leipzig. Mölkaus Siedlungs- und Infrastruktur wurde seit der Wende vom 19. zum 20. Jahrhundert entscheidend von der Nähe zur Handels- und Industriestadt Leipzig beeinflusst.
1892 eröffneten Max und Richard Zimmermann in Mölkau eine Klavierfabrik. 1926 wurde das von Hans Heinrich Grotjahn entworfene Rathaus fertiggestellt.
Zum 1. Januar 1934 wurde Zweinaundorf nach Mölkau eingemeindet. Das Gut Zweinaundorf (heute: Stadtgut Leipzig Mölkau) bewirtschaftet 150 ha mit ökologischer Landwirtschaft. Auf dem Gelände des Gutes befinden sich ein großer Landschaftspark, ein Kindergarten und eine Tierarztpraxis. Am 12. September 1840 verbrachten Robert Schumann und Clara Schumann nach ihrer Eheschließung in der Gedächtniskirche Schönefeld den Nachmittag im Park des Gutshofes.
Der jetzige Bahnhof Leipzig-Mölkau wurde 1887 als Haltepunkt Zweinaundorf an der neu erbauten Eisenbahnstrecke Leipzig–Chemnitz eröffnet.
Das 1989 in einem Fachwerkhaus in der Gottschalkstraße 9 von dem Fotografen Peter Langer eingerichtete Kamera- und Fotomuseum zeigte bis 2013  u. a. seine Sammlung historischer Fototechnik. Inzwischen befindet sich das Deutsche Fotomuseum im agra-Park in Markkleeberg.
Im Jahr 1999 wurde Mölkau nach Leipzig eingemeindet.

## Bevölkerung
| Jahr | Einwohner |
| ---- | --------- |
| 2000 | 6.311     |
| 2005 | 6.100     |
| 2010 | 5.949     |
| 2015 | 5.971     |
| 2020 | 5.941     |
| 2024 | 5.917     |

Stand: 31.12. des jeweiligen Jahres

## Politik

### Ortschaftsrat und Ortsvorsteher
Der Ortschaftsrat, der mit allgemeinen Themen wie der Pflege des Ortsbildes und der Förderung lokaler Projekte betraut ist, vertritt die Belange der Einwohner. Seine Wahl findet gleichzeitig mit der Stadtratswahl Leipzigs statt.
Die letzte Ortschaftsratswahl fand am 26. Mai 2019 statt. Sie führte zu folgendem Ergebnis:
| Partei / Wählergruppe   | Stimmenanteil | Sitze |
| ----------------------- | ------------- | ----- |
| Bürger für Mölkau (BFM) | 45,1 %        | 3     |
| CDU                     | 36,0 %        | 3     |
| Die Linke               | 18,9 %        | 1     |

Der Ortsvorsteher wird von den Mitgliedern des Ortschaftsrates gewählt. Seit 2019 ist dies Klaus-Ruprecht Dietze (BFM).

### Landtags- und Bundestagswahlen
Bei den Wahlen zum Sächsischen Landtag gehört Mölkau zum Wahlkreis Leipzig 2, bei Bundestagswahlen zum Bundestagswahlkreis Leipzig I (Wahlkreis 152).
Die Bundestagswahl 2021 führte bei einer Wahlbeteiligung von 82,6 % zu folgendem Zweitstimmenergebnis:
| Partei                | Mölkau | Stadt Leipzig |
| --------------------- | ------ | ------------- |
| SPD                   | 23,6 % | 20,9 %        |
| CDU                   | 22,1 % | 14,0 %        |
| AfD                   | 16,6 % | 13,3 %        |
| FDP                   | 13,0 % | 10,1 %        |
| Bündnis 90/Die Grünen | 09,7 % | 18,5 %        |
| Die Linke             | 07,1 % | 13,7 %        |
| Sonstige              | 07,9 % | 09,5 %        |

## Sehenswürdigkeiten
- Grabanlage und Denkmal auf dem Friedhof an der Engelsdorfer Straße für 23 Frauen und Männer aus Polen, Belgien, Frankreich und den Niederlanden, die während des Zweiten Weltkrieges nach Deutschland verschleppt und Opfer von Zwangsarbeit wurden
- Relief-Ensemble vor dem Schulgebäude in der Schulstraße von dem Bildhauer Günter Schütz zur Erinnerung an den kommunistischen Reichstagsabgeordneten Ernst Schneller, der 1944 im KZ Sachsenhausen ermordet wurde

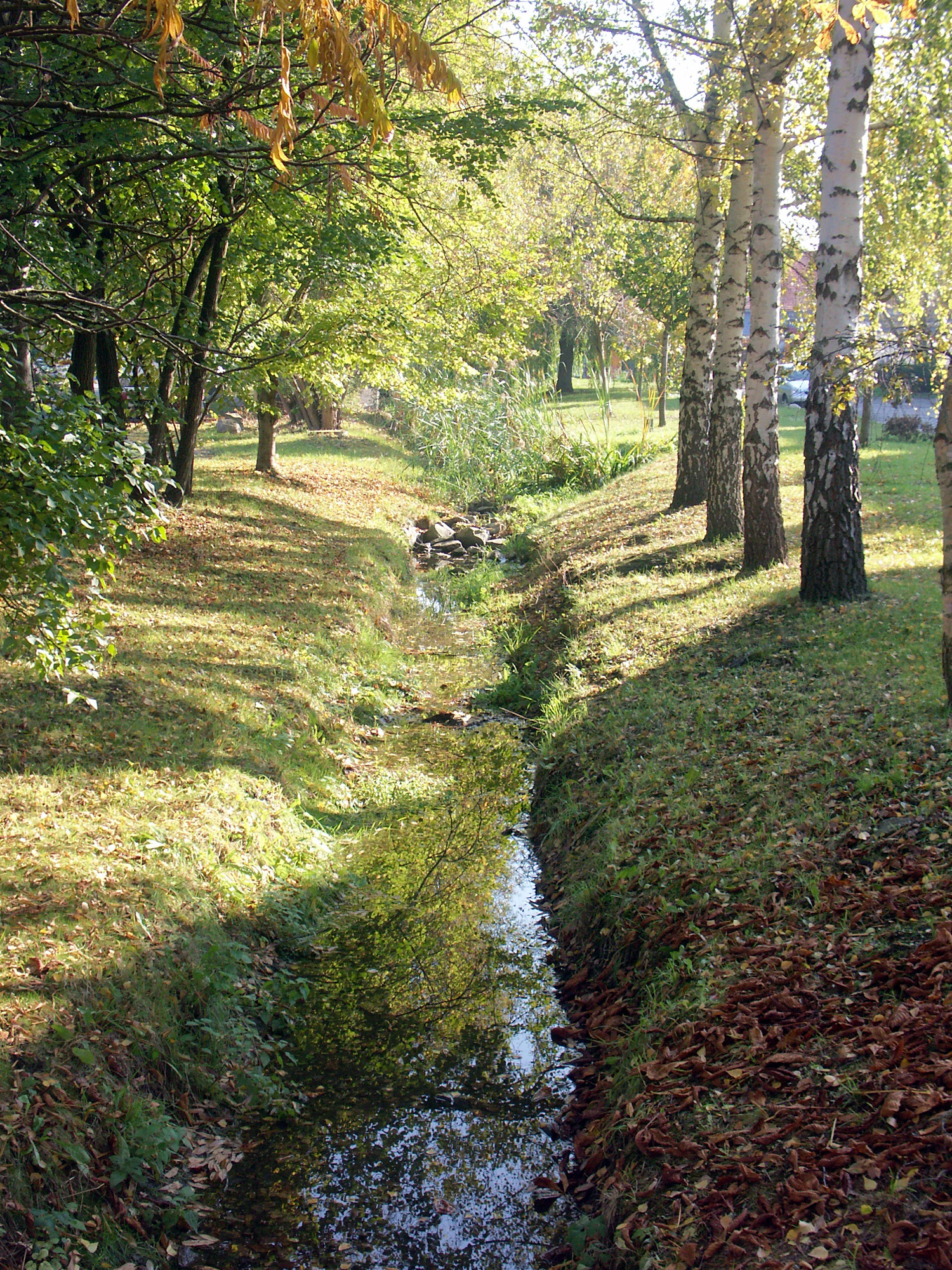
Die Rietzschke
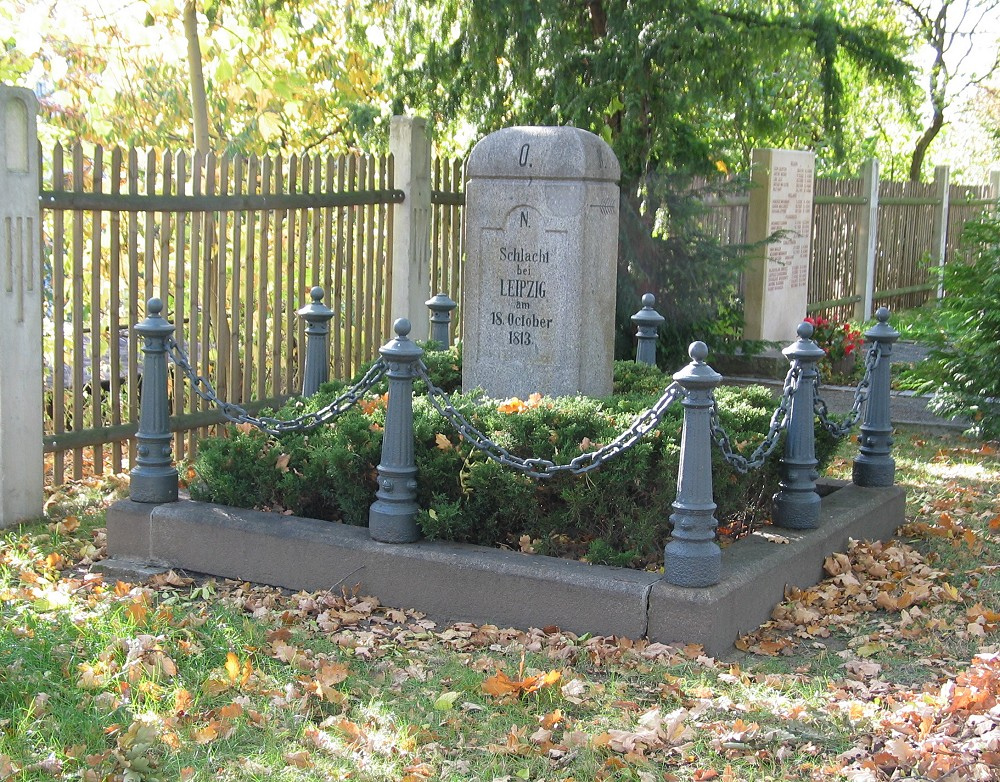
Apelstein im Bergfriedhof
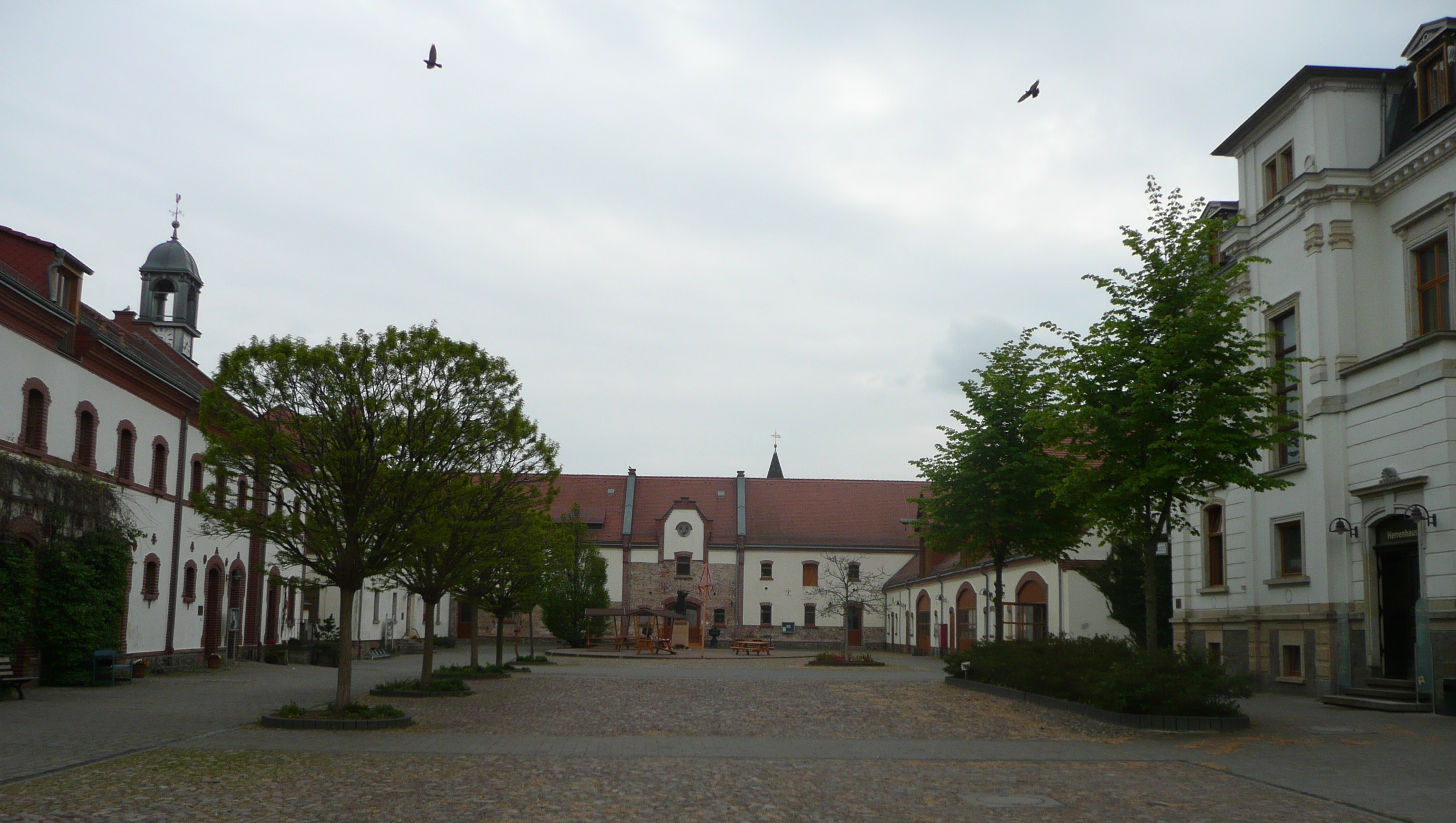
Stadtgut Leipzig-Mölkau
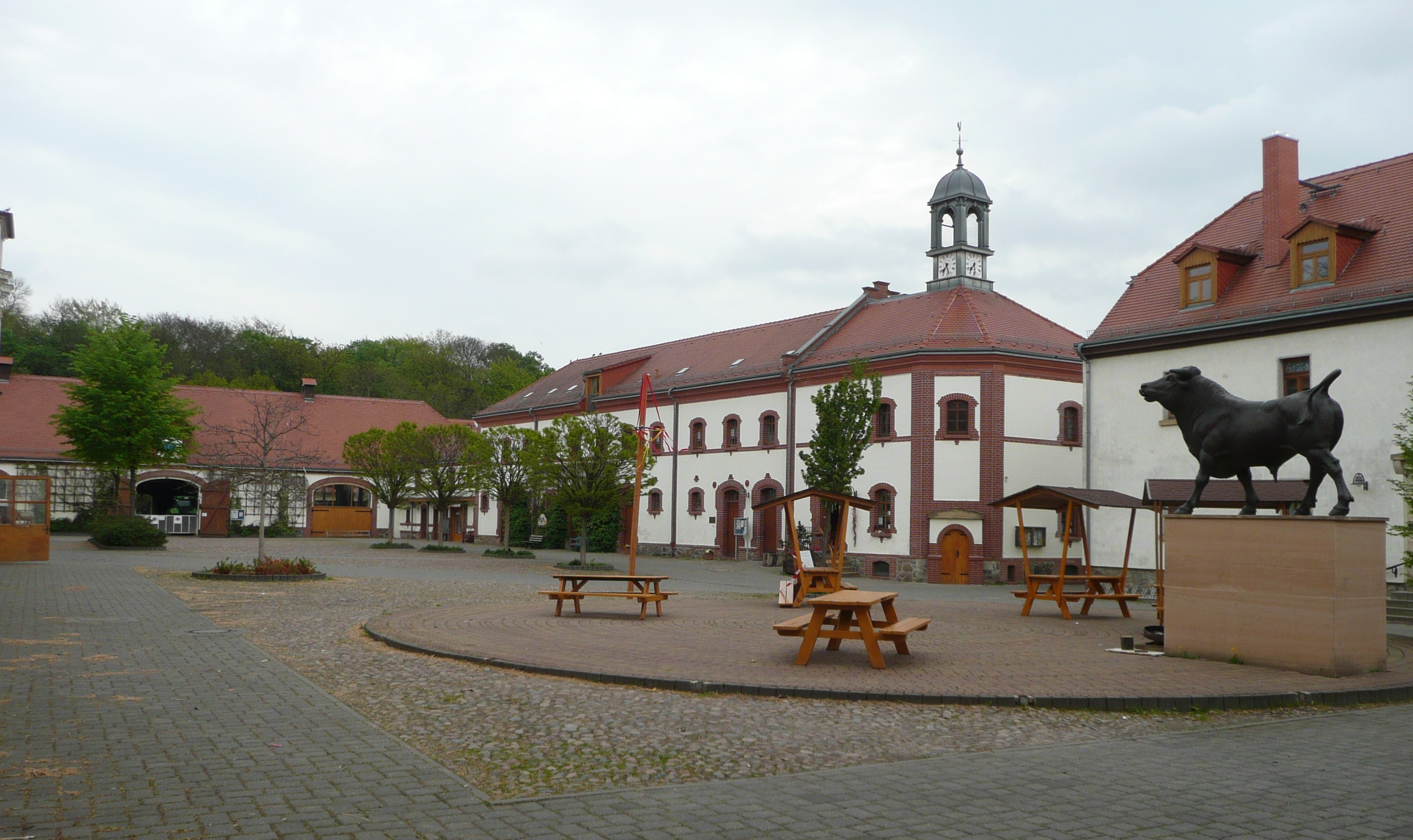
Innenhof des Stadtguts
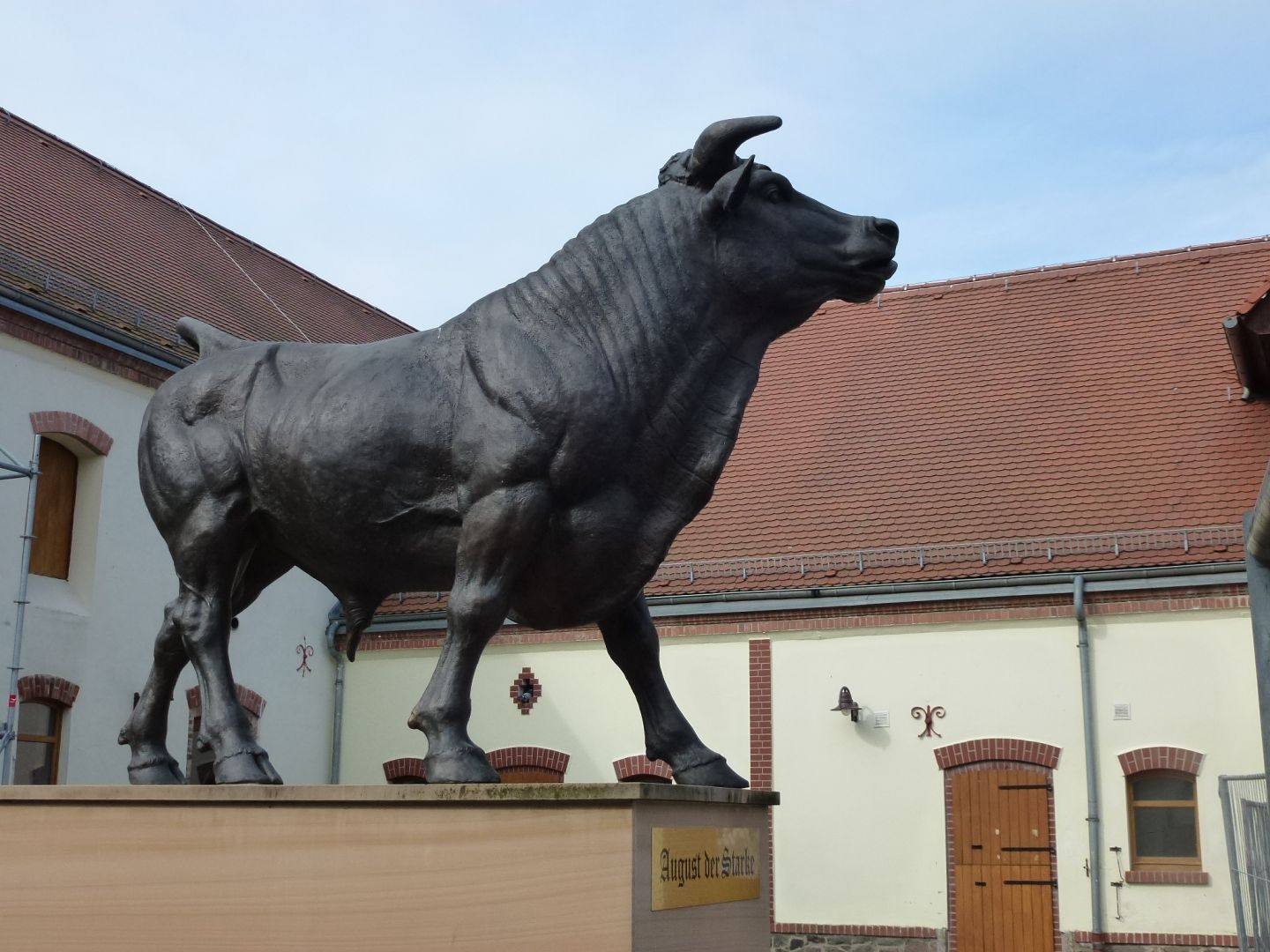
Skulptur im Stadtgut
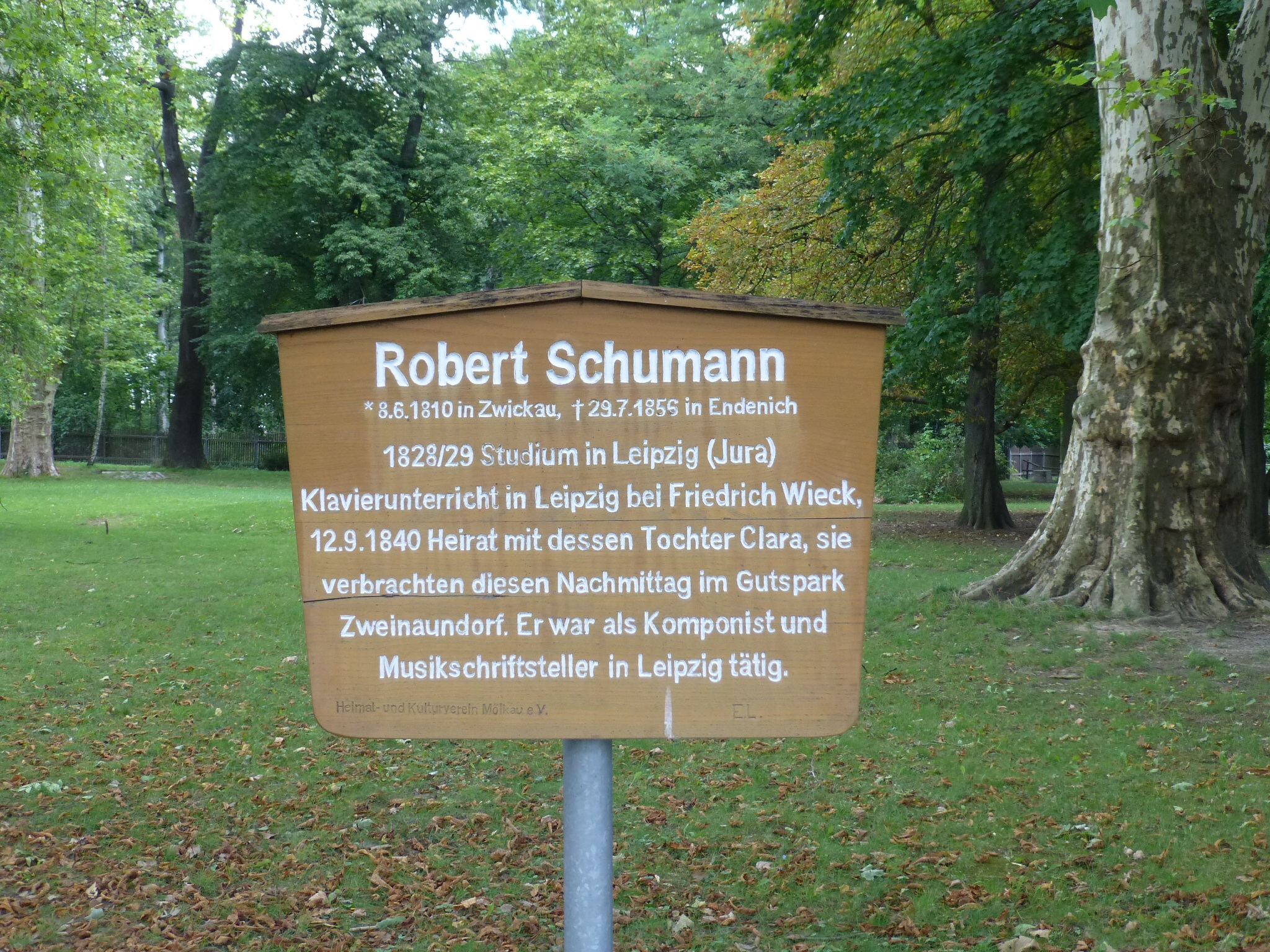
Gedenktafel im Gutshof Mölkau
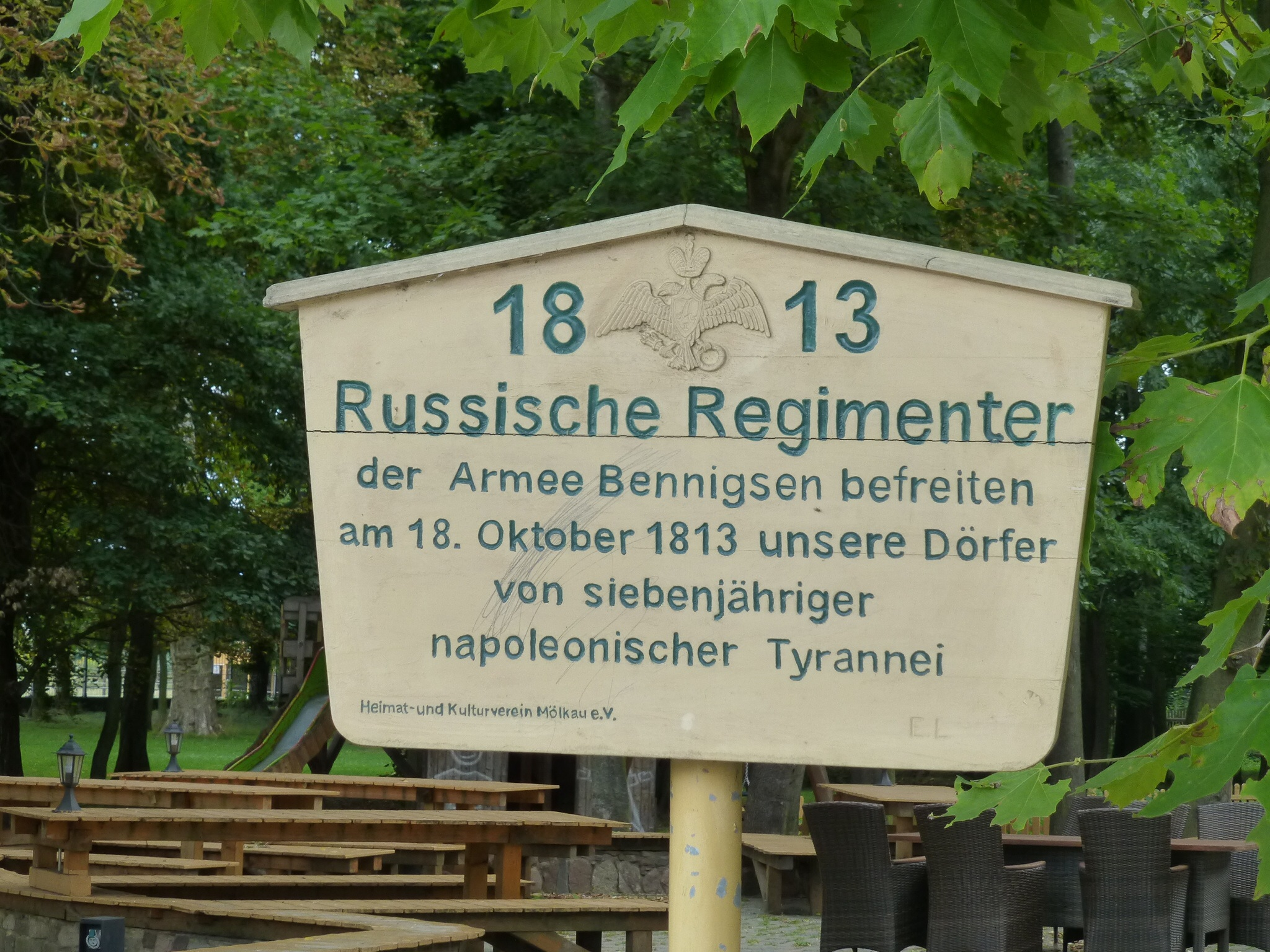
Gedenktafel zur Völkerschlacht
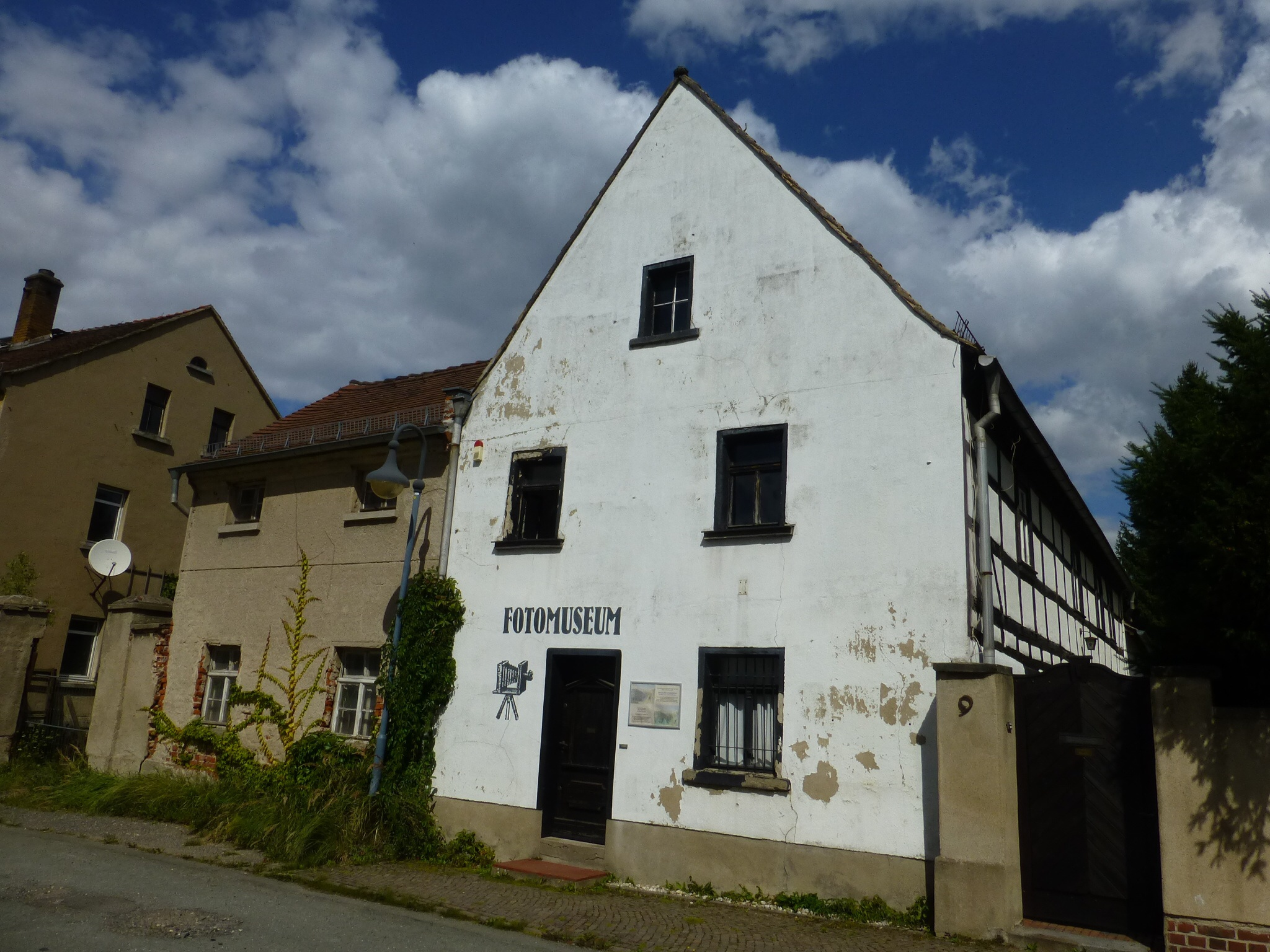
Ehemaliges Fotomuseum

## Infrastruktur

### Verkehr
Der Bahnhof Leipzig-Mölkau liegt an der Bahnstrecke Leipzig–Geithain. Die Regionalbahnlinie RB113 der DB Regio Südost verbindet Mölkau stündlich mit dem Leipziger Hauptbahnhof und Geithain.

### Schulen
- Schule Mölkau (Grundschule), Schulstraße 8[9]
- Schule Mölkau (Oberschule), Schulstraße 6[10]

## Persönlichkeiten

### Söhne und Töchter des Ortes
- Gustav Adolph Wessner (1844–1874), Holzschneider
- Werner Emmerich (1908–1968), Historiker
- Fritz Wehrmann (1919–1945), Marinesoldat, Opfer der deutschen Marinejustiz
- Siegfried Hoffmann (1922–1999), Verleger
- Johannes Borges (1936–2020), Maler und Grafiker

### Mit Mölkau verbundene Persönlichkeiten
- Hans Michael Bungter (1896–1969), Maler und Grafiker, lebte in Mölkau
- Wolfgang Zenker (1898–1955), Schriftsteller, lebte bis in den Zweiten Weltkrieg im Ort